# أتقا
قرية أتقا هي إحدى القرى التابعة لمركز ملوى بمحافظة المنيا في جمهورية مصر العربية. حسب إحصاءات سنة 2006، بلغ إجمالي السكان في أتقا 8837 نسمة، منهم 4503 رجال و4334 امرأة.